# Nordkurve
Pour plus de détails, voir Fiche technique et Distribution.
Nordkurve est un film allemand réalisé par Adolf Winkelmann, sorti en 1992. Il fait partie d'une trilogie sur la région de la Ruhr, après les films Die Abfahrer et Jede Menge Kohle.
Ce film a reçu trois récompenses (metteur en scène, montage, meilleure actrice) aux prix annuels du cinéma allemand en 1993. 

## Synopsis
Le club d'Union Dortmund est sur le point de descendre en deuxième division et lutte contre la faillite. Différentes personnes se préparent pour assister au match décisif...

## Anecdotes
Le club Union 86 Dortmund, dans le film, est un club fictif mais rappelant fortement le Borussia Dortmund, le stade Westfalenstadion, avant son extension, sert de décor au film. A Dortmund il n'y a pas de Nordkurve (tribune nord), le fameux mur jaune où sont les supporters du Borussia se situe sur la partie sud du stade.
La Nordkurve existe cependant chez le rival du Borussia Dortmund, le FC Schalke 04, aussi bien à la Veltins-Arena que dans son ancien stade, Parkstadion. 
La durée du film correspond à la durée d'un match de football, 90 minutes.

## Fiche technique
- Titre : Nordkurve
- Réalisation : Adolf Winkelmann
- Scénario : Michael Klaus
- Musique : Piet Klocke
- Photographie : David Slama
- Montage : Adolf Winkelmann
- Production : Christiane Schaefer et Alexander Wesemann
- Société de production : Adolf Winkelmann Filmproduktion et Impuls-Film
- Pays :  Allemagne
- Genre : Comédie dramatique
- Durée : 105 minutes
- Dates de sortie : 
  -  Allemagne : 27 septembre 1992 (Cologne Film Festival), 4 février 1993

## Distribution
- Renate Krößner : Uschi Klamm
- Christian Tasche : Teddy Klamm
- Daniel Berger : Clemens Niebisch
- Walter Kreye : Eberhard Vischering
- Jochen Nickel : l'entraîneur
- Bernd Stegemann : Roland F. Beyer
- Michael Brandner : Hartmut Halbroth
- Rolf Dennemann : Gottschalk
- Wolf-Dietrich Berg : Dennemann
- Stefan Jürgens : Hupsi